# یویو

نمایش حرکت یویو، فقط پایین رفتن یویو تکرار می‌شود.

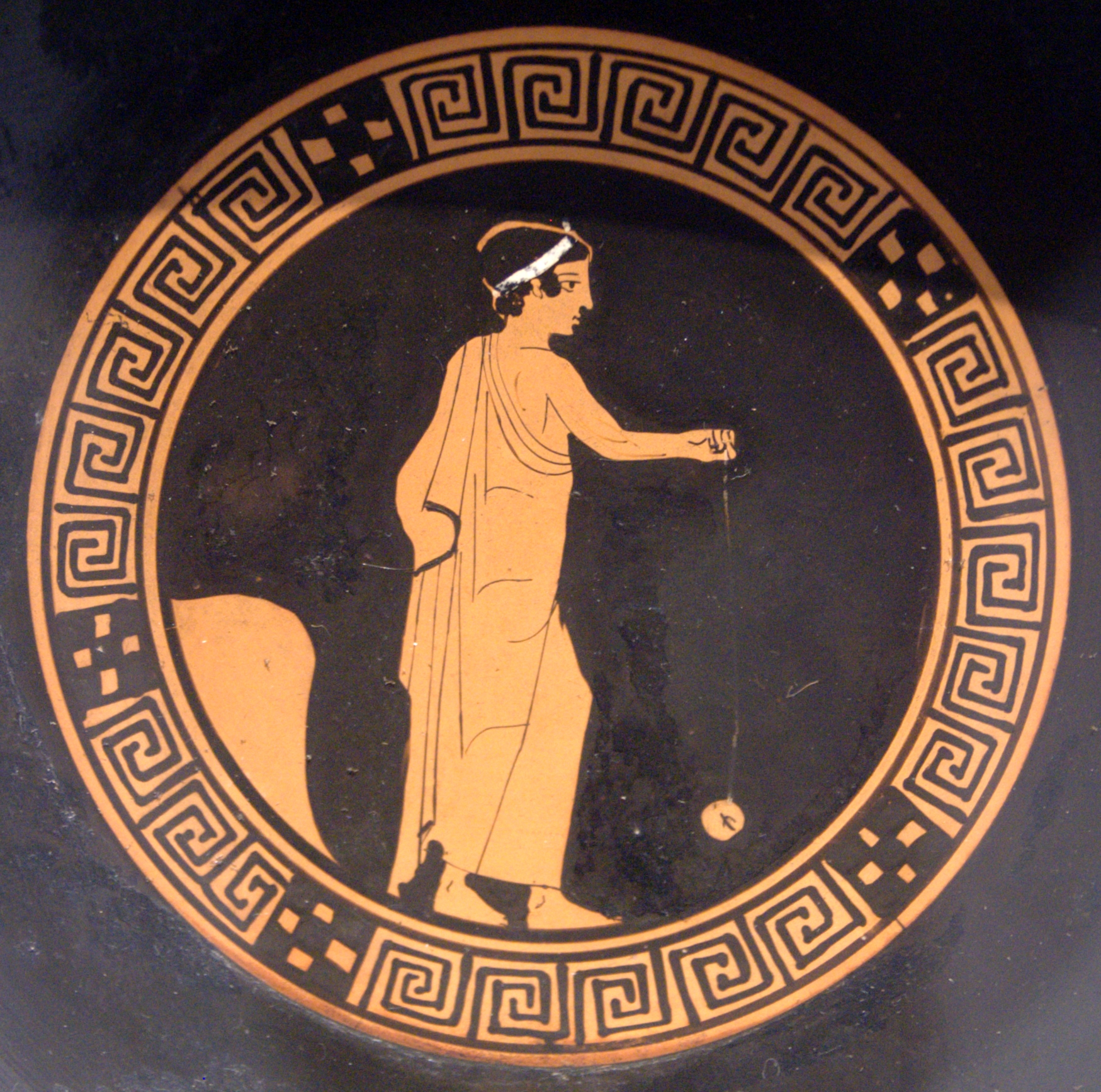
پسری که با یویوی تراکوتا در حال بازی کردن است، تصویر روی سبوی دسته‌دار در آتیک حدودا سال ۴۴۰ پس از میلاد، در موزه Antikensammlung Berlin (F 2549)

یویو (به انگلیسی: yo-yo یا yoyo) نوعی اسباب‌بازی است که غالباً از جنس پلاستیک، چوب یا فلز ساخته می‌شود و از دو صفحه به هم چسبیده و یک ریسمان(نخ نسبتا محکم)که یک سوی آن به یک جسم قرقره‌ای بسته شده‌است، تشکیل می‌شود.

 یویو یک اسباب بازی باستانی است که اثبات شده از ۵۰۰ سال پس از میلاد مسیح وجود داشته است. در قرن هفدهم به آن بندالور می‌گفتند. این اسباب‌بازی در دههٔ ۱۹۲۰ رواج یافت.
ساده‌ترین روش بازی با این اسباب‌بازی چنین است که نخست ریسمان با دست به دورِ قسمت اتصال‌دهنده پیچیده می‌شود؛ سپس یویو به سمت پایین پرتاب می‌شود؛ نخست، جسم قرقره‌ای با بازشدن نخ به سمت پایین حرکت می‌کند و سپس، با ادامهٔ چرخش قرقره در نتیجهٔ لَختی (اینرسی)، ریسمان دوباره پیچ می‌خورَد و جسم دوباره به سمت بالا برمی‌گردد؛ و در نهایت، یویو در دست گرفته می‌شود و آمادهٔ پرتاب دوباره است. بر اثر وارد شدن ضربه شکستگی در یویو پدید می‌آید به همین خاطر یویو پلاستیکی از محبوبیت بیشتری برخوردار است.

## یویو حرفه‌ای
یویو حرفه‌ای همانند یویو معمولی است، با این تفاوت که در این مدل، از بلبرینگ استفاده می‌شود و بعد از پرتاب، یویو در انتهای نخ شروع به چرخیدن می‌کند و مانند یویو معمولی به بالا برنمی‌گردد و همین عامل سبب می‌شود که شخصِ استفاده‌کننده بتواند حرکات زیبایی با آن اجرا کند.

## مارک‌های معروف یویو حرفه‌ای
شرکت‌های گوناگونی در سراسر دنیا اقدام به ساخت و فروش یویو حرفه‌ای کرده‌اند که مهم‌ترین این شرکت‌ها در دو کشور چین و ایالات متحده آمریکا هستند. به عبارتی، می‌توان دو کشور چین و آمریکا را مهد تولید یویو حرفه‌ای نامید.
از مارک‌های شناخته‌شده در کشور چین می‌توان به «مَجیک» (Magic)، ووسان (vosun)، «تاپ‌یو» (Topyo) اشاره کرد که سهم قابل توجهی از بازار را به دلیل قیمت پایین‌تر نسبت به نمونه‌های آمریکایی در اختیار دارند. همچنین، از مارک‌های آمریکایی می‌توان به شرکت اسباب‌بازی‌سازی دانْکن اشاره کرد که تقریباً در تمام دنیا شناخته‌شده است.

## نگارخانه

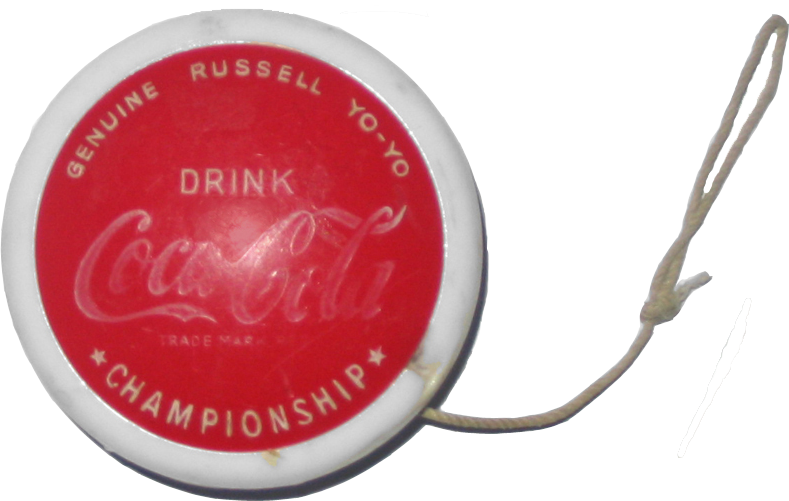
یویو ساخت شرکت کوکاکولا مربوط به دههٔ ۱۹۶۰
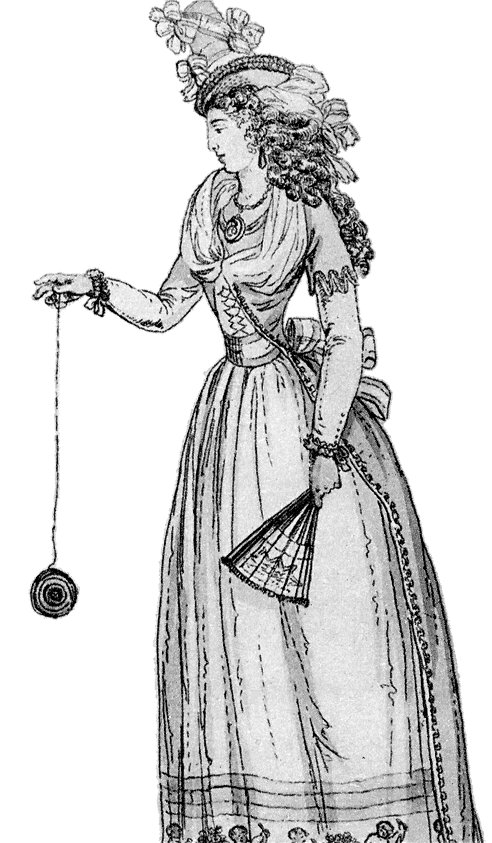
تصویری از سال ۱۷۹۱ از بازی زنی با نسخه اولیه یویو، که در آن زمان "bandalore" نامیده می‌شد.
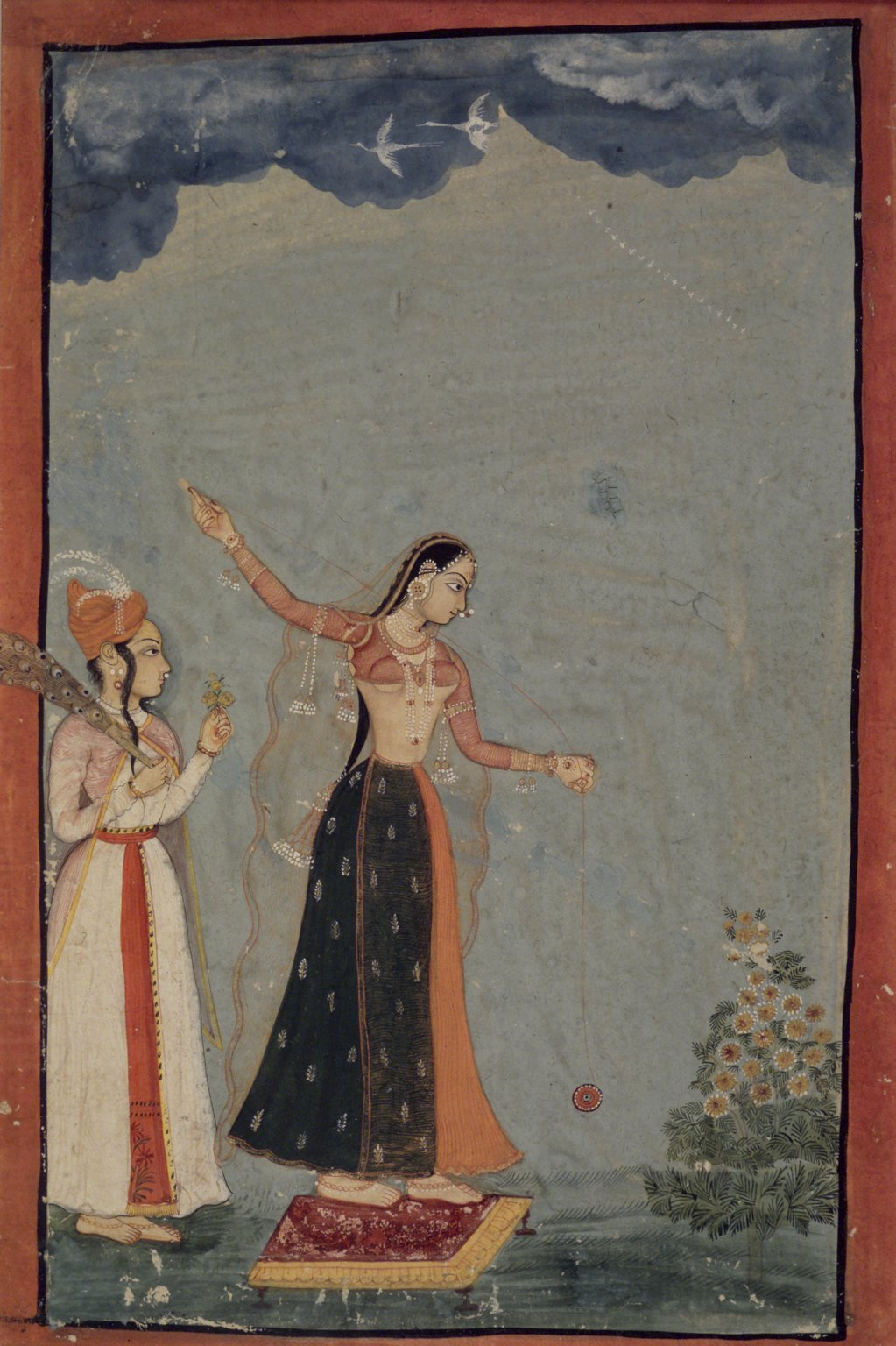
بانویی با یویو، شمال هند (راجستان، باندی یا کوتا)، حدودا سال ۱۷۷۰. آبرنگ مات و طلا روی کاغذ.
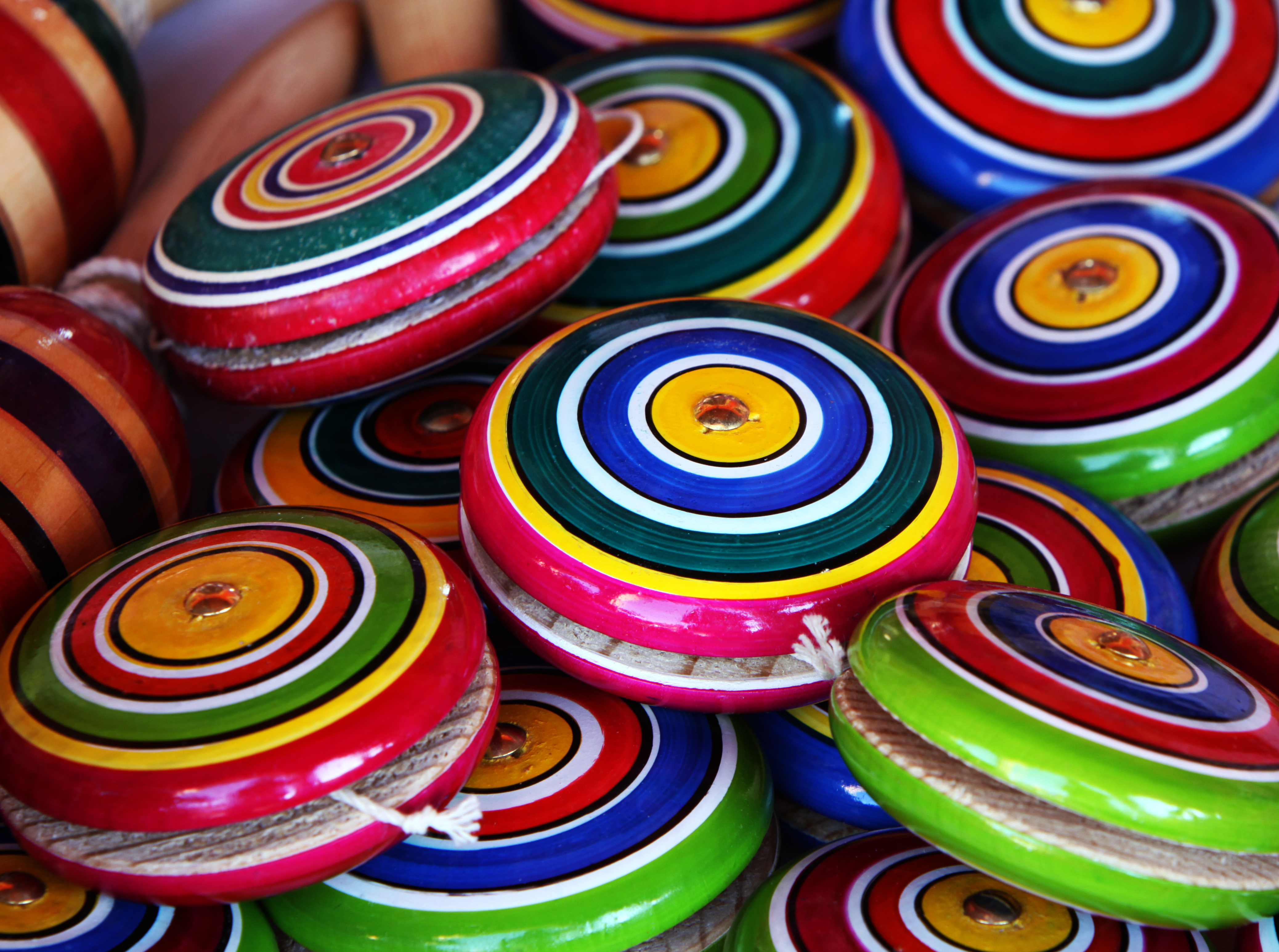
پس از معرفی یویو به ایالات متحده، یویو به مکزیک هم گسترش یافت. انبوهی از یویوهای دست‌ساز چوبی مکزیکی به تصویر کشیده شده است.
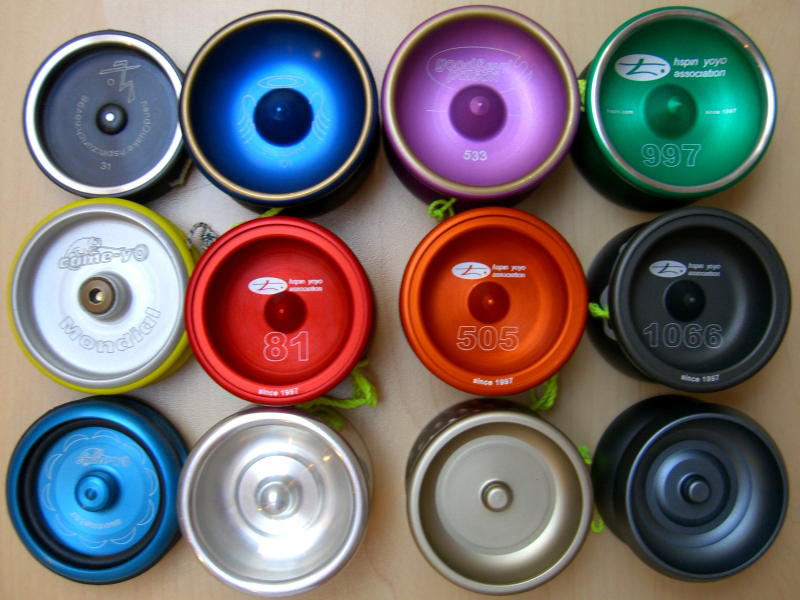
یویوهای مدرن، برخی از آنها از آلومینیوم و فولاد ضد زنگ ساخته شده‌اند.